# Heliconia excelsa
Heliconia excelsa är en enhjärtbladig växtart som beskrevs av Bengt Lennart Andersson. Heliconia excelsa ingår i släktet Heliconia och familjen Heliconiaceae. Inga underarter finns listade.